# Кэй, Тони (режиссёр)
Тони Кэй (англ. Tony Kaye; род. 8 июля 1952) — британский кинорежиссёр, который снимал художественные и документальные фильмы, музыкальные клипы и рекламу.

## Жизнь и карьера
Кэй родился в Лондоне, в ортодоксальной еврейской семье. Он был автором нескольких хорошо известных музыкальных видеоклипов, среди которых есть видео для следующих песен: «Runaway Train» группы Soul Asylum, которое выиграло премию Грэмми, «Dani California» группы Red Hot Chili Peppers, «What God Wants» Роджера Уотерса, а также «Help Me» и «God’s Gonna Cut You Down» Джонни Кэша. Кэй шесть раз номинировался на премию Грэмми как режиссёр музыкального видео.
Как кинорежиссёр он дебютировал в 1998 году с фильмом «Американская история Икс», это драма, в которой затрагивается тема расизма. Главные роли в фильме исполнили Эдвард Нортон и Эдвард Фёрлонг. Кэй отрёкся от окончательного варианта фильма, так как его не устраивало качество проекта. Его попытки убрать собственное имя из титров фильма закончились неудачно. Фильм был хорошо встречен критиками, а Нортон был даже номинирован на премию «Оскар» за лучшую мужскую роль.
Вторым крупным проектом Кэя стал документальный фильм под названием «Огненное озеро». Фильм был посвящён проблеме абортов, вокруг которой тогда было много разговоров в Соединённых Штатах. Впервые фильм был показан на Международном кинофестивале в Торонто в 2006 году. Фильм попал в шорт-лист для Оскара, а также номинировался как Лучший Документальный Фильм на премии «Независимый дух», Ассоциация кинокритиков Чикаго и «Спутник». Кэй потратил на создание «Огненного озера» 18 лет.
В фильме «Транзит черной воды» (2009), который стал третьим для Кэя, снялись такие актёры, как Лоренс Фишберн, Карл Урбан, Эван Росс, Бриттани Сноу и Стивен Дорфф. Фильм не успели доделать, так как производственная компания обанкротилась во время его создания.
Четвёртым фильмом Кэя стал «Учитель на замену», который вышел в 2011 году. Сюжет фильма повествует о проблемах образовательной системы в американских средних школах. В фильме снялась дочь режиссёра, Бетти Кэй.

## Фильмография
- Американская история Икс (1998)
- Огненное озеро (2006) (документальный фильм)
- Транзит чёрной воды (2009)
- Учитель на замену (2011)